# Jan Sakwerda
Jan Sakwerda (ur. 27 grudnia 1942 w Dąbrówce Małej, obecnie dzielnica Katowic, zm. 24 października 2009 w Kłodzku) – historyk, muzealnik, znawca sztuki medalierskiej i kolekcjoner ekslibrisów.

## Życiorys
W latach 1947–1950 mieszkał w Oławie, gdzie pracował jego ojciec. Gdy ojca przeniesiono do Zakładów Górniczo-Hutniczych w Szklarach, rodzina zamieszkała w Ząbkowicach Śląskich. Tam ukończył szkołę podstawową i rozpoczął naukę w Liceum Ogólnokształcącym, którego jednak nie ukończył. Maturę zdał później w I Korespondencyjnym Liceum Ogólnokształcącym we Wrocławiu. W latach 1960–1971 pracował w zakładach przemysłowych i administracji państwowej w Ząbkowicach Śląskich. W 1980 ukończył studia historyczne na Wydziale Filozoficzno-Historycznym Uniwersytetu Wrocławskiego.
Mocno zaangażowany w działalność krajoznawczą i turystyczną. Pracował jako przewodnik górski i terenowy po Dolnym Śląsku. W latach 1974–1976 pełnił funkcję kierownika Centrum Informacji Turystycznej we Wrocławiu, a w latach 1979–1981 kierownika Działu Informacji i Wydawnictw Domu Kultury w Wałbrzychu. Był członkiem kolegium redakcyjnego kwartalnika „Kultura Dolnośląska” we Wrocławiu. W latach 1981–1986 kierował Regionalną Pracownią Krajoznawczą oraz Muzeum Regionalnym PTTK na Zamku „Grodno” w Zagórzu Śląskim. Z tego okresu pochodzą wspomnienia o zasłużonych krajoznawcach i działaczach PTTK na Dolnym Śląsku By czas nie zatarł „ich śladów” (1985). Był też autorem informatorów krajoznawczo-turystycznych o okolicach Ząbkowic Śląskich, Wambierzyc i zamku „Grodno”. Prowadził m.in. spotkania szkoleniowe z członkami Koła Przewodników Oddziału Wrocławskiego PTTK.
W 1989 zamieszkał we Wrocławiu i rozpoczął pracę w Muzeum Sztuki Medalierskiej na stanowisku kustosza, a w latach 1990–2000 zastępcy dyrektora do spraw merytorycznych. Po włączeniu Muzeum Sztuki Medalierskiej do Muzeum Miejskiego Wrocławia pracował tam nadal jako kustosz aż do emerytury w 2008. W tym czasie wiele swoich prac poświęcił sztuce medalierskiej. Pośród nich są artykuły w „Biuletynie Sztuki Medalierskiej”, kolejne tomy z cyklu Medalierskie Portrety Wrocławian, Opublikował wiele specjalistycznych katalogów medali śląskich, prac naukowych i popularnonaukowych. Był organizatorem licznych wystaw, promujących sztukę śląską. Swoje artykuły zamieszczał także w „Akapicie” – roczniku Towarzystwa Bibliofilów Polskich w Warszawie oraz niemieckich czasopismach np. „Schlesien”. Współpracował z K.G. Saur Verlag München Leipzig (Redaktion Allgemeines Künstlerlexikon) i redakcją Encyklopedii Wrocławia, w której był autorem haseł sygnowanych monogramem „JSa”.
Kolekcjonował obrazy, śląską rzeźbę sakralną, dawne ekslibrisy oraz „rzeczy z duszą”: filiżanki, szklanki oraz kieliszki z nadrukami przedstawiającymi dolnośląskie miasta i wsie. Kolekcje ekslibrisów często prezentował na wystawach, publikując jednocześnie ich opracowania. Tak powstały katalogi z serii Signum Libri Decorum. W 2005 i 2009 roku był członkiem jury IV i VI Międzynarodowego Przeglądu Ekslibrisu Drzeworytniczego i Linorytniczego im. Pawła Stellera w Bibliotece Śląskiej w Katowicach. W 2006 roku przekazał tej Bibliotece ze swojej prywatnej kolekcji, 170 ekslibrisów pochodzących z niemieckiego obszaru kulturowego, powstałych w latach 1900–1945. W 2009 podarował kolejne 36 ekslibrisów, stanowiących uzupełnienie kolekcji.
W 2008 przeszedł na emeryturę i zamieszkał w Podgórzu (dzielnica Dusznik Zdroju); z Wrocławiem związany był do końca życia. Zmarł 24 października 2009 roku, pochowany 29 października na Cmentarzu Kiełczowskim we Wrocławiu.

## Odznaczenia i wyróżnienia
- Srebrny Krzyż Zasługi za działalność społeczną (1987)
- odznaka Zasłużony Działacz Turystyki (1983)
- Honorowa Odznaka PTTK – srebrna (1983), złota (1989)[4]

## Publikacje
1. Sakwerda J.: Ziemia Kłodzka. Wrocław, [1981]
2. Sakwerda J.: Zamek Grodno: fakty i podania. Wałbrzych, 1985
3. Sakwerda J.: Kamieniec Ząbkowicki: zarys dziejów i zabytki / [tekst i plan kościoła Jan Sakwerda]. Wrocław, 1988.
4. Sakwerda J.: Medale Johanna (Hansa) Buchheima w zbiorach Muzeum Sztuki Medalierskiej,  Biuletyn Muzeum Sztuki Medalierskiej. 1993, r 7, s. 22–30
5. Bryk-Świerzko E., Sakwerda J.: Kamienica „Pod Złotym Słońcem” Rynek 6. Wrocław, 1993
6. Sakwerda J.: Dawne medalierstwo śląskie: wystawa medali. Wrocław, 1994
7. Sakwerda J.: Anton Friedrich Koenig (1756–1838): szkic do portretu medaliera,  Biuletyn Muzeum Sztuki Medalierskiej. 1995, nr 8, s. 24–33
8. Sakwerda J.: Widoki Wrocławia w dawnych medalach (do końca XVIII wieku),  Biuletyn Muzeum Sztuki Medalierskiej. 1996, nr 9, s. 5–15
9. Kozarska-Orzeszek B., Mrass P., Sakwerda J.: Jutta Osten: rzeźba, medale, grafika. Wrocław, 1997.
10. Ilkosz B., Mrass P., Sakwerda J.: Georg Paul Heyduck (1898–1962): malarstwo. [B. m.], 1999
11. Bogacz T., Sakwerda J.: Medale – polonica i silesiaca XVI i XVII wieku w zbiorach Muzeum Sztuki Medalierskiej: katalog zbiorów. Wrocław, 1999
12. Sakwerda J.: Medale – silesiaca XVIII wieku w zbiorach Muzeum Sztuki Medalierskiej, Oddziale Muzeum Miejskiego Wrocławia: katalog zbiorów. Wrocław 2000
13. Sakwerda J.: Medale – silesiaca XIX wieku w zbiorach Muzeum Sztuki Medalierskiej, Oddziale Muzeum Miejskiego Wrocławia: katalog zbiorów. Wrocław, 2001
14. Sakwerda J.: W krainie Śnieżnika: pejzażyści Ziemi Kłodzkiej pierwszej połowy XX w.: katalog wystawy. Wrocław, 2001
15. Sakwerda J.: Signum libri decorum: Wrocław i wrocławianie w dawnym ekslibrisie: katalog wystawy. Wrocław, 2002
16. Olszanowski Z., Sakwerda J.: Stanisław Netsvolodov – repetycje: katalog wystawy. Wrocław, 2003
17. Sakwerda J.: Medalierskie portrety Wrocławian, T. 1-3. Wrocław, 2003–2007
18. Sakwerda J.: Artyści Ziemi Kłodzkiej i z Ziemią Kłodzką związani w latach 1800–1945: leksykon, T. 1-2. Wrocław, 2004–2005
19. Sakwerda J.: Otto Müller-Hartau – malarstwo: pejzaże okolic Wałbrzycha i Ziemi Kłodzkiej: katalog wystawy. Wrocław, 2004
20. Sakwerda J.: Signum libri decorum: Śląsk i Ślązacy w dawnym ekslibrisie: katalog wystawy. Wrocław ; Ratingen-Hösel, 2005
21. Sakwerda J.: Parę uwag o ekslibrisie Felixa Theusnera,  „Akapit”. 2008., t. 3, s. 97–98
22. Sakwerda J.: Signum libri decorum: Wrocław i wrocławianie we współczesnym i dawnym Ekslibrisie: katalog wystawy. Wrocław, 2008
23. Sakwerda J.: O ekslibrisach Schaffgotschów. Nieco dokładniej,  „Akapit”. 2009, t. 4, s. 91